# Kalimanići (Gornji Milanovac)
Kalimanići (Servisch cyrillisch Калиманићи) is een plaats in de Servische gemeente Gornji Milanovac. De plaats telt 181 inwoners (2002).